# Bhaktapur

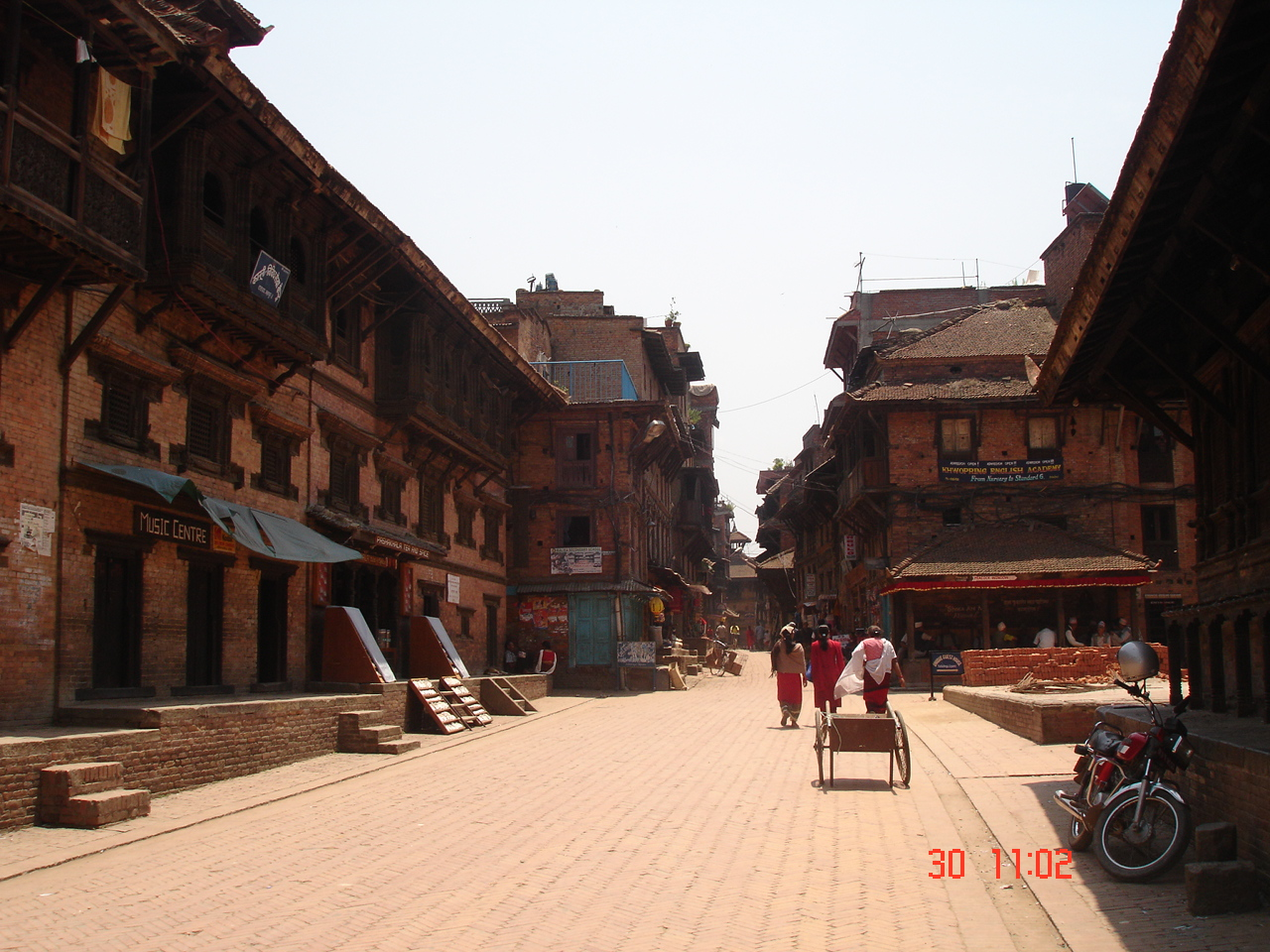
Uma rua de Bhaktapur

Bhaktapur (em nepali:  भक्तपुर जिल्ला Bhaktapur Jillā), também chamada Bhadgaon ou Khwopa (em neuari: ख्वप Khvapa) é uma cidade do centro-leste do Nepal, 14 km a leste de Kathmandu. Em 1991 tinha cerca de 61000 habitantes. É a sede do distrito de Bhaktapur, na zona de Bagmati.
É a terceira maior cidade do vale de Kathmandu e foi a capital do Nepal até à segunda metade do século XV.

## Galeria

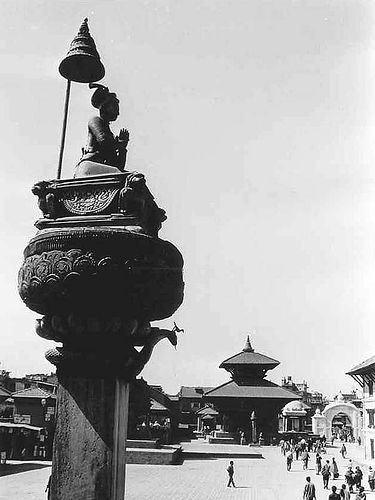
Estátua na praça principal de Bhaktapur
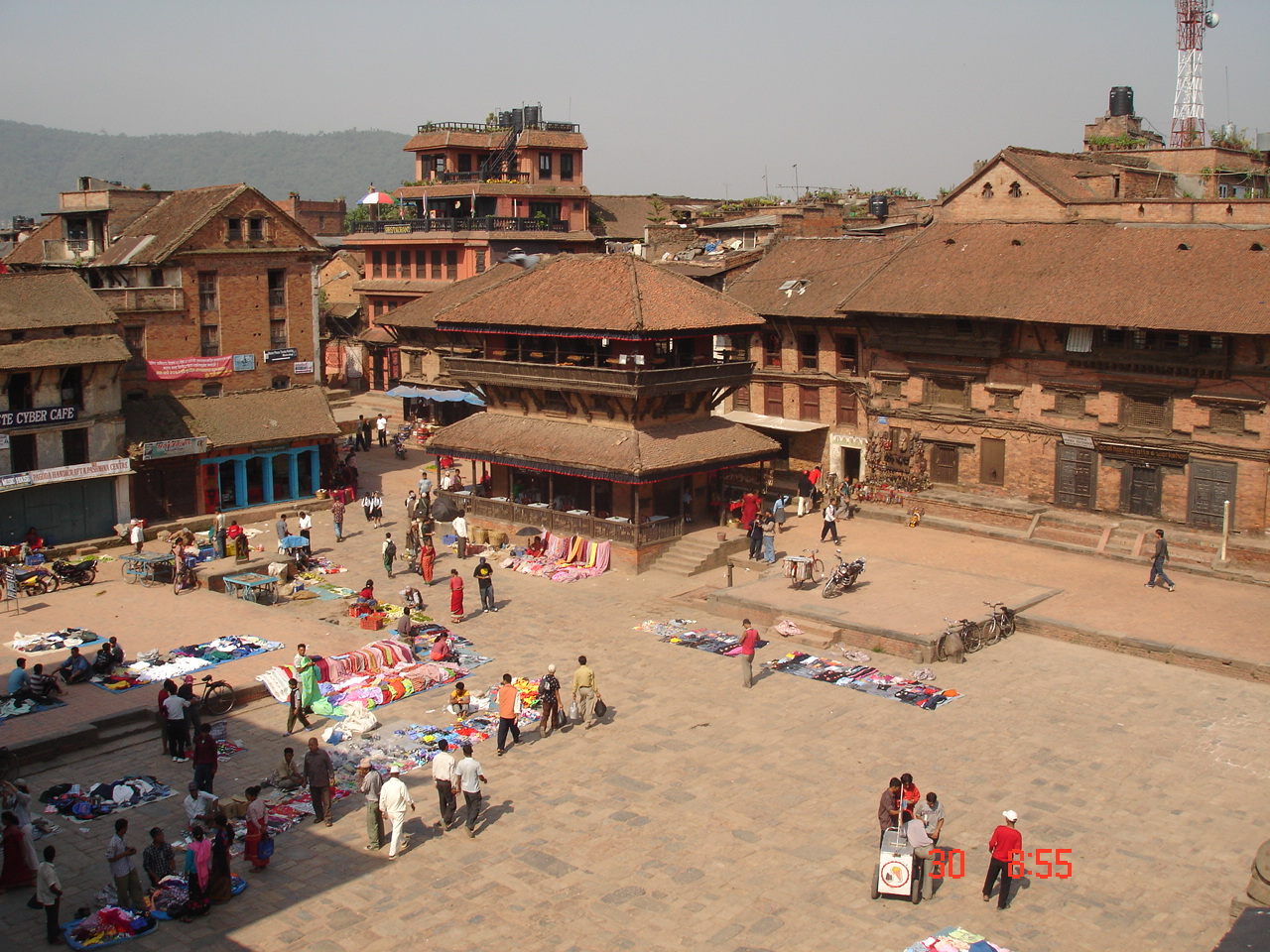
Vista de uma praça típica
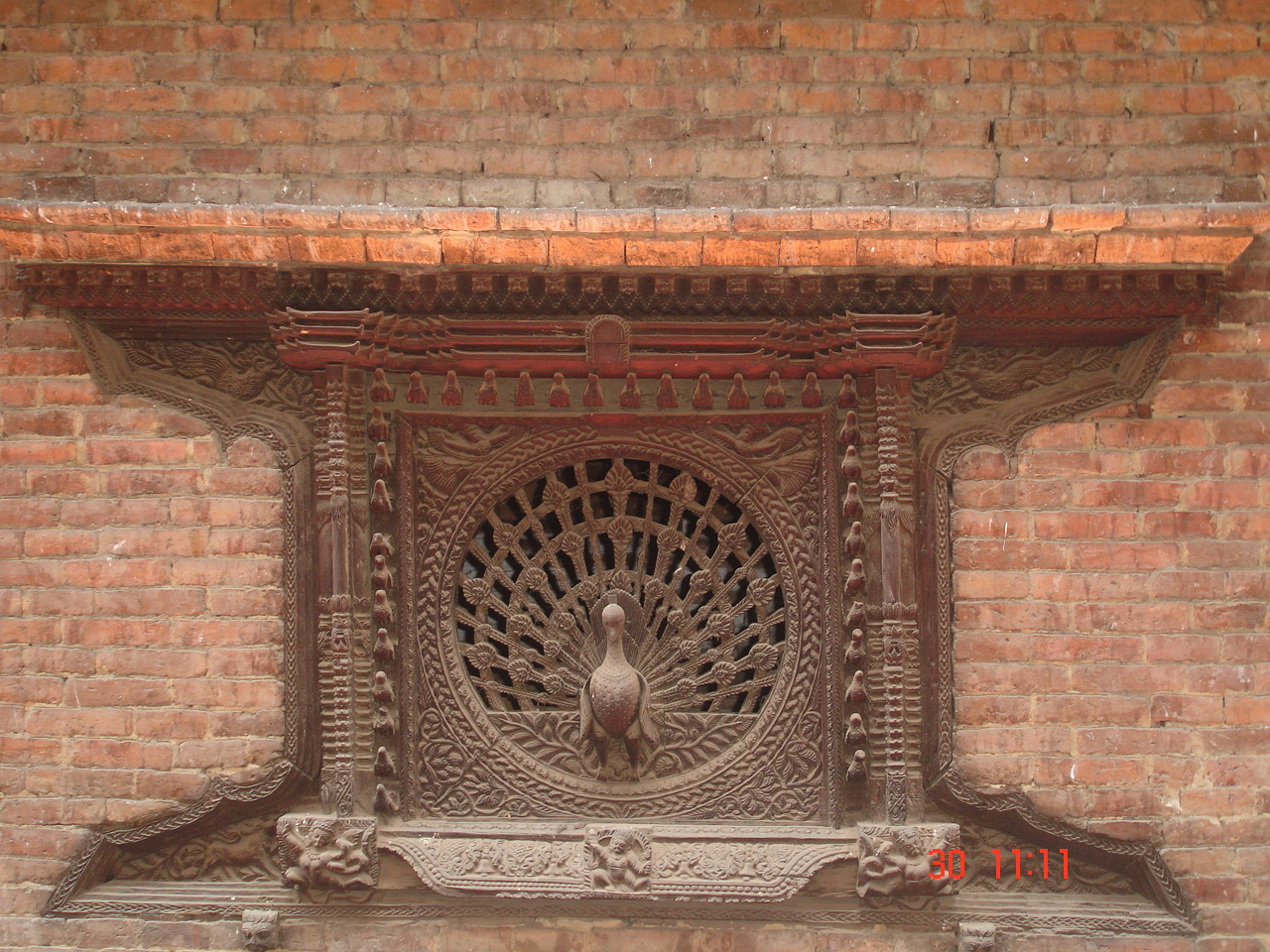
Janela com pavão
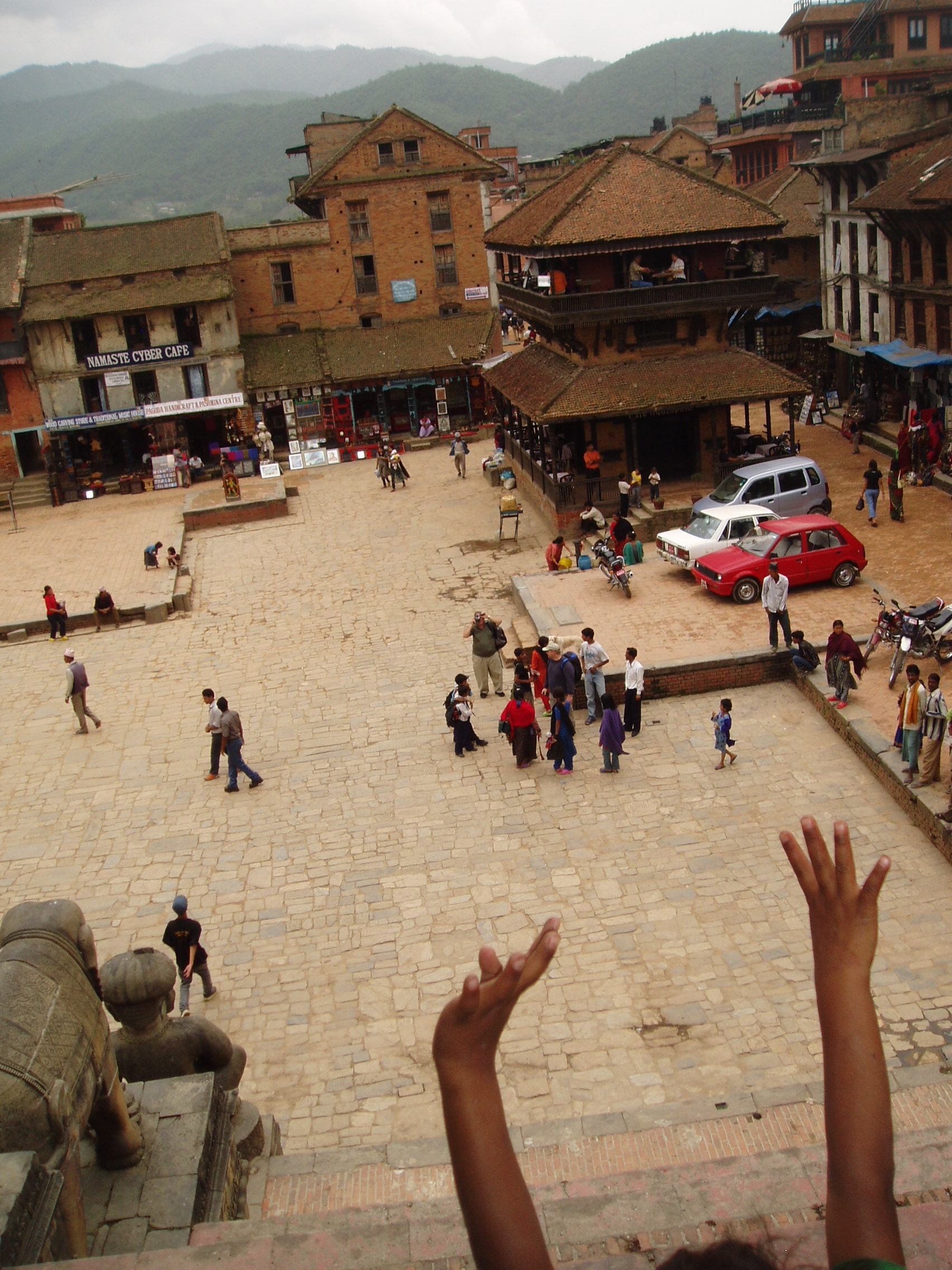
Pátio de templo em Bhaktapur